# Катена
В лингвистике, катена (англ. catena «вереница, череда»; от лат. catena «цепь») — синтаксическая и морфологическая единица, тесно связанная с грамматиками зависимостей. Она является более гибким и объемлющим понятием, чем составляющая, и поэтому, вероятно, может лучше составляющей служить в качестве фундаментальной единицы синтактического и морфосинтактического анализа.
Понятие катены было введено в лингвистику Вильямом О’Грэди (William O’Grady) в 1998 г., и позднее замечено некоторыми другими лингвистами и применено к синтаксису идиосинкратических значений различных видов, синтаксису механизмов эллипсиса (гэппинг, стриппинг, эллипсис VP, псевдогэппинг, слусинг, фрагментирование, сравнительный эллипсис), к синтаксису предикат-актантных структур и синтаксису разрывных конструкций (топикализация, wh-передвижение, скрэмблинг, экстрапозиция и т. д.).

## Определение
Катена вводится следующим образом:
Катена
Любой элемент (слово или морф) или любая комбинация элементов, неразрывная в вертикальном измерении (по оси Y).
В терминах теории графов, любое синтаксическое дерево или подграф дерева является катеной. В этом отношении, каждая составляющая — катена, но существует множество катен, не являющихся составляющими. Таким образом, составляющая — это подвид катены.
Любой отдельный элемент (слово или морф) или комбинация элементов, связанные в вертикальном измерении — это катена. Структура предложения рассматривается как существующая в двух измерениях. Комбинации, образованные вдоль горизонтального измерения (по порядку предшествования), называются строками, в то время как комбинации, образованные вдоль вертикального измерения (по порядку доминации) — катены. В терминах декартовой системы координат, строки существуют вдоль оси X, а катены — вдоль оси Y.

## Четыре единицы
Понимание катены основывается на различии между катеной и другими схожими единицами. Существуют четыре единицы (включая катену), связанные в этом отношении: строка, катена, компонента и составляющая. Определение катены приведено здесь повторно для сравнения с определениями трёх прочих единиц:
Строка
Любой элемент (слово или морф) или любая комбинация элементов, неразрывная в горизонтальном измерении (по оси X).
Катена
Любой элемент (слово или морф) или любая комбинация элементов, неразрывная в вертикальном измерении (по оси Y).
Компонента
Любой элемент (слово или морф) или любая комбинация элементов, являющаяся одновременно и строкой и катеной.
Составляющая
Любая компонента, являющаяся полной.
Компонента является полной, если она включает в себя все элементы, над которыми доминирует её корневая вершина. Строка и катена очевидным образом дополняют друг друга, а определение составляющей по существу не отличается от того, что даётся в большинстве синтаксических теорий, где составляющая понимается как состоящая из любой вершины со всеми вершинами, над которыми доминирует эта вершина.
Данные определения будут теперь проиллюстрированы с помощью следующего дерева зависимостей. Заглавные латинские буквы использованы для сокращения слов:
Ниже перечислены все различные строки, катены, компоненты и составляющие этого дерева:
21 различная строка
A, B, C, D, E, F, AB, BC, CD, DE, EF, ABC, BCD, CDE, DEF, ABCD, BCDE, CDEF, ABCDE, BCDEF, ABCDEF
24 различных катены
A, B, C, D, E, F, AB, BC, CF, DF, EF, ABC, BCF, CDF, CEF, DEF, ABCF, BCDF, BCEF, CDEF, ABCDF, ABCEF, BCDEF, ABCDEF
14 различных компонент
A, B, C, D, E, F, AB, BC, EF, ABC, DEF, CDEF, BCDEF, ABCDEF
6 различных составляющих
A, D, E, AB, DEF, ABCDEF
Стоит отметить тот факт, что дерево содержит 39 различных комбинаций слов, не являющихся катенами: например, AC, BD, CE, BCE, ADF, ABEF, ABDEF и т. д. Примечательно также, что здесь всего лишь шесть составляющих, но 24 катены. Таким образом, в этом дереве катен в четыре раза больше, чем составляющих. Охват и гибкость катены как единицы анализа становятся очевидными.
Следующая диаграмма Венна даёт представление о том, как четыре единицы соотносятся друг с другом.